# Protection électrique
La protection électrique est nécessaire pour éviter que les êtres vivants ne soient mis en danger par les effets de l'électricité qui est une énergie dangereuse à tension élevée (plus de 48 V) : invisible, inodore, inaudible et potentiellement de très forte puissance. Elle est dangereuse essentiellement lorsqu'elle est hors de contrôle.
- Par exemple dans la nature, pour ne parler que de notre planète, la fée électricité sous la forme de la foudre est pour le moins puissante, dévastatrice et, à l'heure actuelle, quasiment incontrôlable, on ne peut donc que tenter de s'en protéger (par exemple en utilisant une cage de Faraday telle qu'une automobile à carrosserie métallique).
- Les avancées techniques et les réglementations (normes et recommandations) font que le contrôle et donc la sécurité en matière d'utilisation de l'électricité produite par l'homme, sont de mieux en mieux assurés.
- Les systèmes de protection et de contrôle sont indispensables pour les matériels et appareils qui l'utilisent, mais surtout vitaux pour la sécurité des êtres vivants situés à proximité de ces appareils.

## Les risques

### Les dommages corporels causés par des accidents d'origine électrique

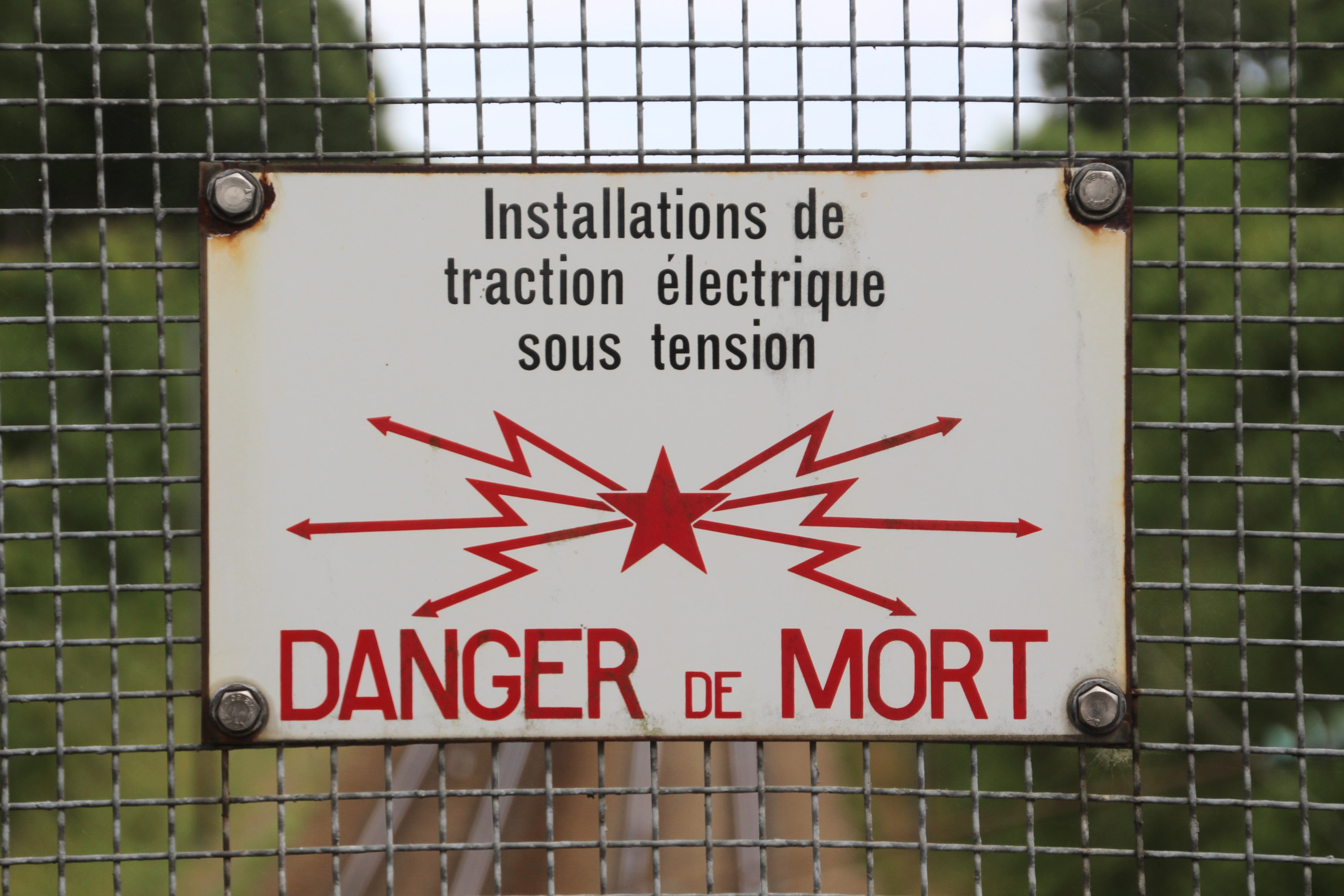
Danger électrique.

L'électrisation peut causer plusieurs dommages corporels différents tels que :
BrûlureLes brûlures qui peuvent être causées par un contact pendant quelques minutes avec un courant alternatif de très faible intensité (quelques dizaines de milliampères).
AsphyxieLes asphyxies qui peuvent être causées par une intensité d'un courant. 25  à   30 milliampères suffisent à bloquer la respiration par paralysie du diaphragme et des muscles respiratoires.
SyncopeLes syncopes qui peuvent être causées au-delà de 50 mA si le cœur reçoit une décharge électrique. Même très brève, ses cellules musculaires vont être excitées de façon désordonnée et ne pourront plus se contracter efficacement pour pomper le sang dans les artères.
La gravité d'une électrisation dépend de plusieurs facteurs parmi lesquels on peut citer :
- L'intensité du courant potentiellement dangereuse à partir de 5 mA[2],
- La surface de la zone de contact et l'état de la peau (sèche, humide, mouillée)[2],
- La durée du passage du courant, et sa trajectoire, dans l'organisme[2],
- La nature du sol (conducteur/isolant)[2].

### Les dommages matériels

#### Les incendies
Les incendies d'origine électrique ont pour causes directes :
- les courants de courts circuits : ils se forment lors d’un contact volontaire ou accidentel entre deux conducteurs. Ce contact crée un courant très important qui provoque une augmentation de la température des câbles et connexions pouvant enflammer les isolants des câbles et tout ce qui trouve à proximité. Ce problème est résolu par l’installation d’un disjoncteur ou d’un fusible.
- les courants de surcharges : il s’agit d’une quantité de courant demandée par les charges trop importante par rapport à ce que les câbles peuvent supporter. L’excès de courant va créer une surchauffe des câbles et connexions pouvant enflammer les isolants des câbles et tout ce qui trouve à proximité. Les disjoncteurs et fusibles protègent également contre les surcharges.
- l’arc électrique : il s’agit d’une dégradation locale des câbles ou connexions entrainant une surchauffe et carbonisation des isolants. Le carbone ainsi formé laisse passer le courant permettant l’établissement de l’arc électrique qui enflamme le carbone. Les disjoncteurs et fusibles ne pouvant pas protéger ce problème localisé, il existe un autre type d’appareil permettant de détecter ce phénomène : le détecteur d'arc appelé aussi AFDD (Arc Fault Detection Device).

Mais les incendies peuvent également résulter de causes indirectes telles que les destructions de récepteurs et les explosions.

#### Les destructions de récepteurs
Les surtensions sont les causes principales de destruction de récepteurs électriques.
Il existe deux types de surtensions : la foudre et la surtension réseau.
- la foudre : il s’agit d’une surtension atmosphérique qui se propage le long d’un conducteur qui est entré en contact direct ou indirect avec la foudre. L’onde de surtension est très énergétique et lorsqu’elle atteint les appareils électriques, en provoque la destruction immédiate. Ce problème est résolu par l’installation d’un parafoudre qui évacue la surtension et lui évite d’atteindre les récepteurs.
- la surtension de réseau : pour de multiples raisons, la tension peut varier et dépasser des seuils tolérables par les récepteurs. Par exemple en cas de rupture de neutre, un récepteur alimenté à 230 V sera soumis brutalement à une tension de 400 V. Les récepteurs soumis à une tension trop importante peuvent surchauffer au point d’entrainer un incendie.

#### Les explosions
Tout arc électrique peut causer une explosion :
- Arc Flash : est la résultante d’un court-circuit électrique conduit dans l’air, par exemple entre deux jeu de barres d’un tableau général basse tension. La quantité d’énergie de cet arc est telle que sa libération provoque une surpression localisée très importante pouvant entraîner l’explosion du tableau. De plus, cet arc peut entraîner des brûlures ou des blessures sérieuses voire irréversibles pour les personnes se trouvant à proximité. Ce peut être le cas lorsque les personnes à l’origine accidentelle de la création de cet arc (chute d’un objet, poussière métallique…).

Ce phénomène est bien identifié aux États-Unis puisqu’une législation spécifique oblige les intervenants à proximité des tableaux électriques à se protéger de type d’arc, par le port de vêtements spécifiques défini par la norme NFPA 70E.

### Les facteurs de risques
Le risque d'accident électrique est d'autant plus grave que plusieurs facteurs y sont réunis.

#### Les facteurs de risques biologiques

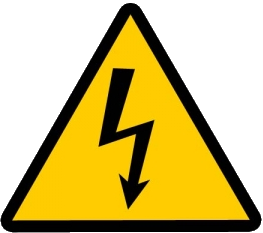
Signal d'avertissement de risque électrique.

- Le corps humain se laisse parcourir par le courant électrique.
- Le parcours du courant dans l'organisme peut passer par des organes vitaux[5].

#### Les facteurs humains
- Un mode opératoire inapproprié ou dangereux ;
- la méconnaissance des risques ;
- L’application incomplète des procédures ;
- Une formation insuffisante ;
- le manque de préparation ou d'organisation de l'activité[6].

#### Les facteurs matériels
- Lorsque des poussières ou du liquides entrent dans un câble ou dans un outil, cela peut endommager le matériel.
- lorsqu'il y a usure ou frottement, un câble peut être détérioré[7].

## Statistiques des accidents du travail d'origine électrique

### Les chiffres
On appelle "at" un accident avec arrêt du travail, et "at-ip" un accident ayant entraîné une incapacité permanente[réf. nécessaire].
En 2004 il y a eu 22 décès causés par des accidents d'origine électrique, sur 626 décès en tout[réf. nécessaire]. Il y a eu 79 at-ip causés par des accidents d'origine électrique sur un total de 51 789. Et en at en électricité il y en a eu 865 cas en tout sur l'ensemble des 692 363 accidents du travail.[réf. nécessaire]

### Les analyses
Les trente dernières années, les accidents du travail ont connu une baisse de 38 %. Pendant cette même période ceux dus à l’électricité ont diminué de 69 %. En effet, un accident d'origine électrique se révèle mortel 28 fois plus souvent qu'un accident ordinaire[réf. nécessaire].
L'année 2004 a été marquée par une recrudescence du nombre des décès, avec un coût des accidents du travail dus à l'électricité qui s'est élevé à 20,7 millions d'euros[Où ?].

## Différents systèmes

### Isolation
La protection de base pour se protéger de l'électricité est l'isolement. On réalise cet isolement par une couche de matériaux isolants sur les fils, câbles et, un confinement de tout circuit électrique ou électronique dans une enveloppe rigide et diélectrique.

### Éloignement
Une autre technique de protection contre les risques électriques est la mise hors de portée par éloignement. Cette technique est notamment utilisée pour les lignes à haute tension ou les caténaires. Les conducteurs alimentés sont à nu, c'est-à-dire non isolés mais sont mis en hauteur pour empêcher tout contact.

### Contact indirect
Pour éviter qu'un défaut d'isolation ou un court-circuit dans un appareil ne déclenche un incident grave (électrocution ou un incendie) un circuit électrique est obligatoirement muni d'un coupe-circuit manuel plus un automatique :
- Fusible (automatique, usage unique)
- Disjoncteur (automatique)
- Relais électromécanique (automatique)
- Sectionneur (manuel)

On combine souvent les sectionneurs haute tension et BT de forte puissance avec une mise à la terre (ou MALT ou sectionneur de terre). Son but est de fixer le potentiel d'une installation préalablement mise hors tension, pour permettre l'intervention humaine en toute sécurité sur une installation.
Les normes d'approche des installations dépendent de la classe de protection de leurs appareils.